# Вашингтон (парафія)
Шаблон:StateAbbr_ 30°51′ пн. ш. 90°02′ зх. д. / 30.85° пн. ш. 90.04° зх. д.
Округ Вашингтон (англ. Washington County) — округ (графство) у штаті  Луїзіана, США. Ідентифікатор округу 22117.

## Демографія
За даними перепису 
2000 року 
загальне населення округу становило 43926 осіб, зокрема міського населення було 16530, а сільського — 27396.
Серед мешканців округу чоловіків було 21441, а жінок — 22485. В окрузі було 16467 домогосподарств, 11646 родин, які мешкали в 19106 будинках.
Середній розмір родини становив 3,09.
Віковий розподіл населення поданий у таблиці:
| Стать    | До 15 років | 15-21 | 22-29 | 30-39 | 40-49 | 50-65 | 65-85 | Понад 85 |
| -------- | ----------- | ----- | ----- | ----- | ----- | ----- | ----- | -------- |
| Чоловіки | 4881        | 2401  | 2273  | 2970  | 3083  | 3312  | 2290  | 231      |
| Жінки    | 4750        | 2207  | 2125  | 2776  | 3230  | 3626  | 3293  | 478      |

## Суміжні округи
- Волтголл, Міссісіпі — північ
- Меріон, Міссісіпі — північний схід
- Перл-Рівер, Міссісіпі — схід
- Сент-Таммані — південь
- Танґіпаоа — захід
- Пайк, Міссісіпі — північний захід

## Виноски
1. ↑  U.S. Decennial Census. United States Census Bureau. Архів оригіналу за 19 липня 2018. Процитовано 2 вересня 2014.
2. ↑  Historical Census Browser. University of Virginia Library. Архів оригіналу за 16 серпня 2012. Процитовано 2 вересня 2014.
3. ↑  Population of Counties by Decennial Census: 1900 to 1990. United States Census Bureau. Архів оригіналу за 15 вересня 2014. Процитовано 2 вересня 2014.
4. ↑  Census 2000 PHC-T-4. Ranking Tables for Counties: 1990 and 2000 (PDF). United States Census Bureau. Архів оригіналу (PDF) за 18 грудня 2014. Процитовано 2 вересня 2014.
5. ↑  State & County QuickFacts. United States Census Bureau. Архів оригіналу за 5 вересня 2015. Процитовано 18 серпня 2013.(англ.) Наведено за англійською вікіпедією.
6. ↑  American FactFinder. Бюро перепису населення США. Архів оригіналу за 26 лютого 2012. Процитовано 31 січня 2008.

| США | Це незавершена стаття з географії США. Ви можете допомогти проєкту, виправивши або дописавши її. |